# ایکی برگ
اِیکی برگ (استونیایی: Eiki Berg؛ زادهٔ ۱۳ ژانویهٔ ۱۹۷۰) استاد دانشگاه، سیاستمدار و نماینده سابق مجلس اهل استونی است.